# Рагби клуб 13 Вождовац
Рагби клуб 13 Вождовац је клуб из Београда. Тренутно се такмичи у Другој лиги Србије.

## Историја
Рагби клуб 13 Вождовац је основан 2011. године у Београду од стране бившег играча Рагби клуба Дорћол и репрезентативца Ненада Томића. Због превелике жеље да се и даље бави рагбијем а због забране, дошао је на идеју да оформи властити клуб којег ће бити и тренер и власних истог. Прва утакмица је одиграна у категорији јуниора, савладавши Дорћол, есеје си постигли Лука Караџић и Сергеј Деветак. Идеја Ненада Томића је била да се такмичи само у јуниорској конкуренцији али због успеха наставили су своје такмичење у другој лиги Србије.

## Клупски успеси
- Рагби лига јуниора Србије:

Првак (1):2012/2013.
- Рагби 9 куп јуниора Београда:

Освајач (2): 2011/2012, 2012/2013.
- Рагби 9 куп јуниора Србије:

Освајач (1): 2012/2013.

## Индивидуални успеси
Индивидуални успеси
Неколицина играча овог клуба, успела је да оде у иностранство и игра рагби за репрезентацију Србије са тренером Ненадом Томићем док су играчи били : Лазар Мићић, Марко Станловић и Лука Караџић.
Док су неки играчи заиграли за Дорћол.

## Дресови
Дрес Вождовда је зелено - жуте боје.